# Pseudotropheus
Genre
Pseudotropheus est un genre de poissons d'eau douce et saumâtre de la famille des Cichlidae endémique du lac Malawi (Afrique de l'Est).
C'est avec Labeotropheus l'un des deux genres appelés localement M'Buna. Toutes ces espèces sont très appréciées des collectionneurs aquariophiles. Pour leurs couleurs, mais aussi leurs comportements et leurs modes de reproduction. La maintenance en aquarium de ces espèces exige simplement un volume minimum d'une centaine de litres, un pH neutre à légèrement alcalin et un décor composé essentiellement de roches sur une couche de sable. Toutes ces espèces sont incubatrices buccales, la mère protégeant les œufs, larves et jeunes alevins dans sa gueule pendant environ trois semaines. Ce sont des poissons territoriaux, qui aiment donc à défendre un territoire, une cuvette de sable ou une petite grotte (dolmen), souvent assez farouchement en période de reproduction ou en milieu fermé (aquarium). Il est préférable de maintenir ces espèces seules ou en compagnie d'autres genres, de manière à éviter tout croisement ou excès de dominance, mais de provenance similaire (lac Malawi). Ces poissons se nourrissent essentiellement de verdure, dans leur milieu, de la couverture biologique (périphyton).

## Liste des espèces
Selon World Register of Marine Species (29 mars 2025) :
- Pseudotropheus benetos (Bowers & Stauffer, 1997)
- Pseudotropheus brevis (Trewavas, 1935)
- Pseudotropheus crabro (Ribbink & Lewis, 1982)
- Pseudotropheus cyaneorhabdos (Bowers & Stauffer, 1997)
- Pseudotropheus elegans Trewavas, 1935
- Pseudotropheus fuscoides Fryer, 1956
- Pseudotropheus fuscus Trewavas, 1935
- Pseudotropheus galanos Stauffer & Kellogg, 2002
- Pseudotropheus interruptus (Johnson, 1975)
- Pseudotropheus joanjohnsonae (Johnson, 1974)
- Pseudotropheus johannii Eccles, 1973
- Pseudotropheus livingstonii (Boulenger, 1899)
- Pseudotropheus perileucos (Bowers & Stauffer, 1997)
- Pseudotropheus perspicax (Trewavas, 1935)
- Pseudotropheus purpuratus Johnson, 1976
- Pseudotropheus tursiops Burgess & Axelrod, 1975
- Pseudotropheus williamsi (Günther, 1894)

### Variétés géographiques, espèces non décrites
Les espèces ci-dessus présentent des variantes géographiques, influençant leurs caractéristiques méristiques et leur coloration. Ainsi un certain nombre d'entre elles peuvent apparaître sous différentes dénominations, ou comme étant des espèces non encore décrites, sur des sites aquariophiles en ligne (Cichlidsforum…) ou disparus (Aquabase, Malawi-dream.info, Fish-supplies…). Mais les sites scientifiques tels que World Register of Marine Species (28 mars 2025), FishBase (28 mars 2025) et ECoF, fondés sur les travaux scientifiques les plus récents, ne les retiennent pas. Elles doivent donc être considérées pour ce qu'elles sont, des variétés à usage aquariophile.
Liste non exhaustive des variétés de Pseudotropheus sp. : « acei », « acei itungi », « acei Ngara », « acei Msuli », « elongatus » « mpanga » (plusieurs « sp. elongatus » sont « incertae sedis » dans le genre Maylandia), « Polit », « lions cove », « kingsizei Lupingu », « Daktari » (incertae sedis  dans Pseudotropheus ou Maylandia), « msobo Lundo », « Msobo », « Magunga » ou Maylandia sp. « Msobo Magunga » (incertae sedis dans Pseudotropheus ou Maylandia), « zebra slim », « Deep Tanzania », « elongatus spot » Hai Reef, « elongatus chewere » Chewere.

## Galerie

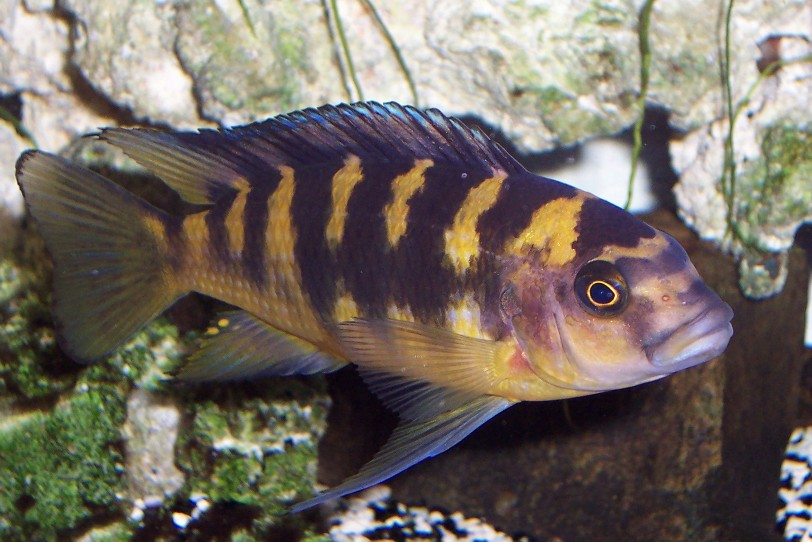
Pseudotropheus crabro
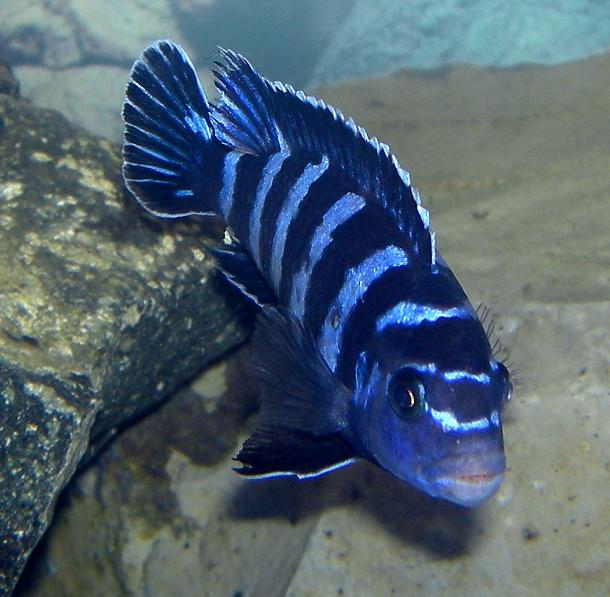
Pseudotropheus demasoni
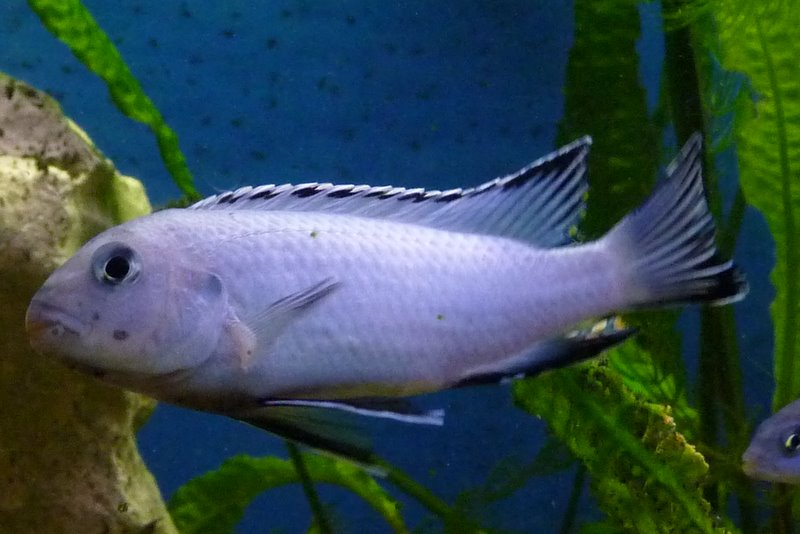
Pseudotropheus socolofi
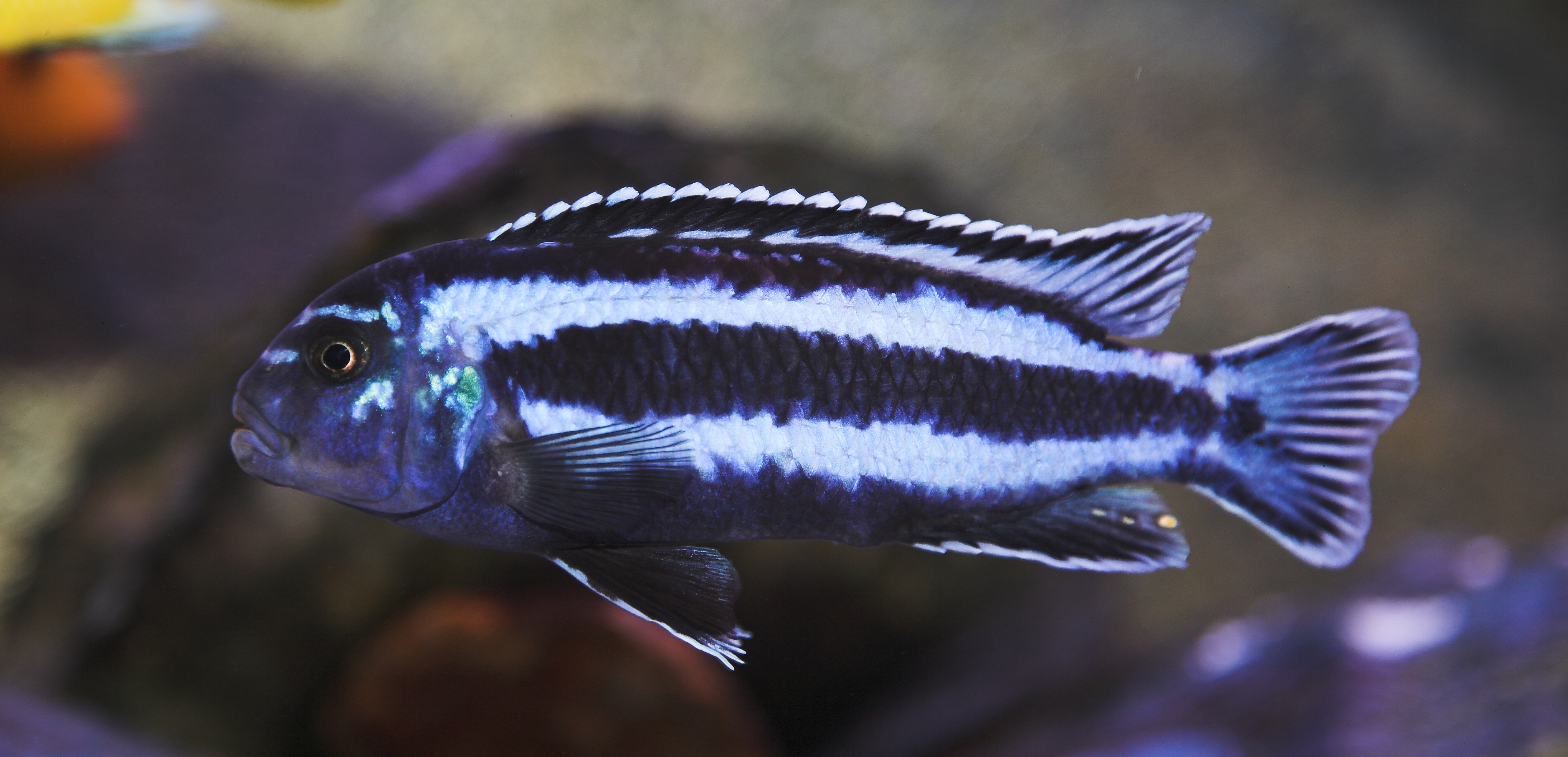
Pseudotropheus cyaneorhabdos
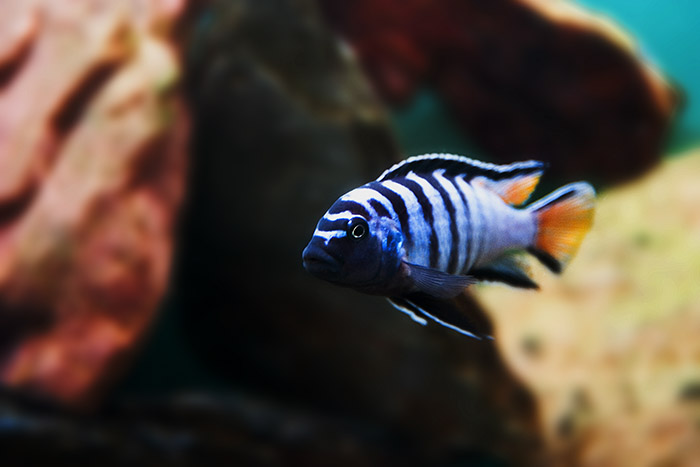
Pseudotropheus sp. "elongatus mpanga".

## Systématique
Le nom valide complet (avec auteur) de ce taxon est Pseudotropheus Regan, 1922,. Son espèce type est Pseudotropheus williamsi (Günther, 1894), initialement décrite sous le genre Chromis.

### Étymologie
Le nom générique, Pseudotropheus, est la combinaison du grec ancien ψευδής (pseudếs), « faux », et du genre Tropheus, poissons avec lesquels ils présentent une grande ressemblance.

### Publication originale
- (en) C. Tate Regan, « The Cichlid Fishes of Lake Nyassa », Proceedings of the Zoological Society of London, Londres, ZSL, vol. 91, no 4,‎ 27 janvier 1922, p. 675-727 (ISSN 0370-2774, OCLC 1779524, BNF 32843178, DOI 10.1111/J.1096-3642.1921.TB03287.X, lire en ligne).